# Pressmagazine
PressMagazine (ook wel de Press genoemd) is een Nederlands tijdschrift dat wordt uitgegeven door Galilee Media, een onderdeel van mediabedrijf OlsenGroup Inc.. Het verscheen in 2004 voor het eerst als samenlevingen/opinieblad in papieren vorm en wordt gelezen in Nederland, België, de Nederlandse Antillen en Suriname. Press Magazine is een glossy magazine. Daarnaast biedt het ook een kijk op de actualiteit, met een zekere voorkeur voor samenleving, geloof, milieu en inzicht verruimende onderwerpen.

## Geschiedenis
De eerste Press kwam uit op 12 mei 2004. Het werd opgericht als antwoord op het toenmalige beeld van de kerk die steeds meer vervreemdde van de huidige samenleving. De oprichters (John H. Olsen en Shakila Olsen-Kalicharan) wilden een samenleving/opinie blad uitbrengen dat een brug zou slaan tussen de samenleving en de "christelijke samenleving" onder het motto "doe maar normaal, dan doen we al gek genoeg". Als glossy christelijke magazine is de Press Magazine anders dan de gangbare christelijke bladen. De eerste editie had 28 bladzijden en bevatte onder meer artikelen van Darlene Zschech en C. Peter Wagner. Press Magazine is tot op heden een zelfstandig magazine.

## Online
PressMagazine is online te lezen op www.pressmagazine.com Deze digitale versie heeft een wereldwijd bereik en heeft een bereik van meer dan 200.000 lezers.